# AERO-módszer

## Definíciója
Az AERO egy probléma vagy kérdés megoldásához szükséges ismeretszerzés forrásait jelöli. 
Neve a források angol nevének kezdőbetűiből álló mozaikszó. 

## Alkalmazása
1. ASKING - Kérdezz meg egy szakértőt a témában!
2. EXPERIMENTING - Kísérletezés és tervkészítés a kísérlethez.
3. READING OR VIEWING - Tájékoztató anyagok olvasása vagy megtekintése. Például atlasz, enciklopédia, CD, videó.
4. OBSERVING - Megfigyelés érzékszerveinkkel, majd ennek rögzítése rajzban, írásban, számítással, becsléssel, stb.

## Forrás (angol nyelven)
AERO - Ways To Gather Information